# Kawasaki Superbikes
Kawasaki Superbikes è un videogioco di guida pubblicato da Domark per Sega Mega Drive, Super Nintendo Entertainment System e Game Gear. Distribuito in America del Nord con il titolo Kawasaki Superbike Challenge, il gioco usa lo stesso motore di F1.